# Hérisson daourien
Mesechinus dauuricus
Espèce
Statut de conservation UICN

 LC  : Préoccupation mineure

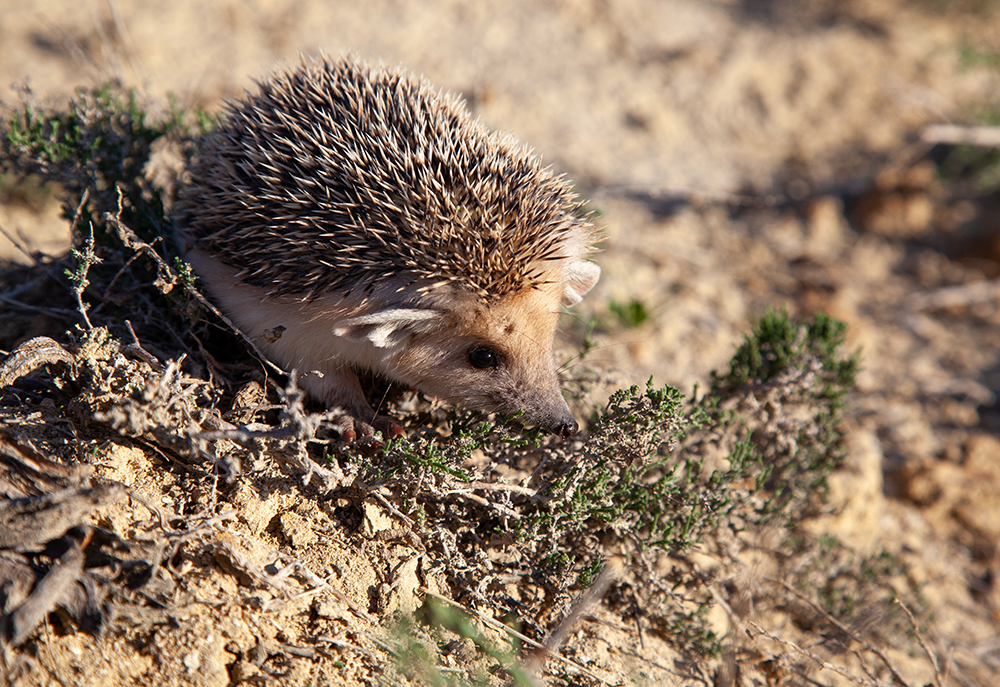

Le Hérisson daourien, Mesechinus dauuricus, est une espèce de petits mammifères insectivores de la famille des Erinaceidae. Ce hérisson fait partie du genre des hérissons des steppes (Mesechinus). On le trouve notamment dans la réserve naturelle de Daourie.

## Synonymes
- Erinaceus manchuricus (Mori, 1926)
- Erinaceus przewalskii (Satunin, 1907)
- Erinaceus sibiricus Erxleben, 1777